# L'Évasion (livre)
Pour les articles homonymes, voir L'Évasion.
L'Évasion (titre original : Henderson's Boys: The Escape) est le premier tome de la série pour jeunesse écrite par Robert Muchamore, Henderson's Boys. Il est sorti le 12 mai 2010 en France, en Belgique et en Suisse. Les romans Henderson's Boys se déroulent pendant la Seconde Guerre mondiale et expliquent les origines de CHERUB.

## Résumé et intrigue
L'histoire se déroule du 5 juin 1940 au 15 juin 1940, alors l'armée allemande arrive sur Paris, mettant des millions de civils sur les routes. Au milieu de ce chaos, l'espion britannique Charles Henderson cherche désespérément à retrouver deux jeunes Anglais traqués par les nazis. La seule chance d'y parvenir est d'accepter l'aide de Marc Kilgour, douze ans, un gamin débrouillard qui s'est enfui de son orphelinat. Les services de renseignements britanniques comprennent peu à peu que les enfants constituent des alliés insoupçonnables.